# Substanzielle Äquivalenz
Das Konzept der substanziellen Äquivalenz oder der stofflichen Entsprechung dient zur Risikoabschätzung neuer Lebensmittel, insbesondere gentechnisch veränderter Lebensmittel. Es wurde erstmals 1993 von der OECD im Zusammenhang mit der Bewertung von Lebensmitteln aus gentechnisch veränderten Organismen (GVOs) in eine breitere Diskussion eingebracht und in der Folge in zahlreichen Ländern als Grundlage für die Sicherheitsbewertung von derartigen Lebensmitteln und Lebensmittelzutaten etabliert.

## Wissenschaftliche Aspekte
Das Prinzip der substanziellen Äquivalenz geht davon aus, dass ein neu entwickeltes Lebensmittel ebenso sicher ist wie ein bereits existierendes, wenn es die gleiche Zusammensetzung aufweist und somit keiner weiteren Sicherheitsprüfungen bedarf. Dem liegt die empirisch begründete Annahme zugrunde, dass es durch den Vorgang der gentechnischen Veränderung zu keiner weiteren Veränderung des Erbgutes kommt und die gesamte Veränderung nur in den neu eingebrachten Genen besteht. Dieser Ansatz wird von Umweltschützern kritisiert, da nach deren Auffassung wesentliche Aspekte der Veränderung des pflanzlichen Erbgutes nicht untersucht werden.
Bei der Abschätzung möglicher gesundheitlicher Risiken von Lebensmitteln aus gentechnisch veränderten Organismen (GVO) stehen toxikologische und allergologische Aspekte im Vordergrund. Toxische oder antinutritive Wirkungen könnten sowohl von neuen im GVO gebildeten Proteinen selbst als auch von Effekten der gentechnischen Veränderung auf das Genom ausgehen.

## Rechtliche Rahmenbedingungen in der EU
Lebensmittel aus GVOs (GV-Lebensmittel), die innerhalb der EU in Verkehr gebracht werden, müssen (mit Stand: März 2003) ein Zulassungsverfahren im Rahmen der Verordnung (EG) 258/97 für neuartige Lebensmittel und Lebensmittelzutaten (Novel Food Verordnung) durchlaufen, in welchem mögliche gesundheitliche Risiken geprüft werden. Toxikologische und allergologische Aspekte werden in der Verordnung nicht explizit erwähnt, sind implizit jedoch ein Schwerpunkt dieser Prüfungen.